# Episodi de Il conte di Montecristo
L'anime Gankutsuou è composto da 24 episodi di circa 23-24 minuti ciascuno. Il primo episodio è andato in onda in Italia sulla rete televisiva MTV il 29 settembre 2006 all'interno dell'appuntamento Anime Week, la trasmissione dell'episodio avvenne in lingua originale con i sottotitoli.
Il resto della serie è stato pubblicato in Italia solo in un cofanetto di 6 DVD, distribuiti dalla Yamato Video con il titolo Il Conte di Montecristo.
La serie è trasmessa in prima visione assoluta da Man-Ga su SKY (canale 149).

## Elenco degli episodi
| Nº | Titolo italiano Giapponese 「Kanji」 - Rōmaji | In onda          | In onda                                                     |
| Nº | Titolo italiano Giapponese 「Kanji」 - Rōmaji | Giapponese       | Italiano                                                    |
| 1  | Ci incontriamo alla fine del viaggio 「旅の終わりに僕らは出会う」 - Tabi no Owari ni Bokura wa Deau | 5 ottobre 2004   | 29 settembre 2006 (sottotitolato) 1º luglio 2010 (doppiato) |
| 1  | Albert de Morcerf e Franz d'Epinay festeggiano il carnevale sulla Luna, durante una serata all'opera incontrano uno strano e ambiguo personaggio che si fa chiamare Conte di Montecristo che invita a cena i due giovani rampolli dell'alta società. |                  |                                                             |
| 2  | Prima che sorga il Sole sulla Luna 「月に朝日が昇るまで」 - Tsuki ni Asahi ga Noboru Made | 12 ottobre 2004  | 1º luglio 2010                                              |
| 2  | Il bandito Luigi Vampa, con l'aiuto di Peppo ed altri scagnozzi, rapisce Albert attirandolo in una trappola. Il bandito chiede 50 milioni per il riscatto entro il sorgere del sole e Franz è costretto a chiedere l'intervento del Conte di Montecristo nonostante non si fidi completamente dell'enigmatico personaggio. Il Conte interviene e risolve la situazione guadagnandosi l'ammirazione incondizionata di Albert. |                  |                                                             |
| 3  | 22 maggio, tempesta 「5/22、嵐」 - 5/22, Arashi | 19 ottobre 2004  | 15 luglio 2010                                              |
| 3  | Tornati a Parigi, Albert e Franz partecipano ad un picnic con i loro amici di infanzia (tutti membri dell'alta società). Albert viene invitato dal conte che gli chiede di presentarlo e introdurlo nell'alta società parigina. Albert è colmo di riconoscenza verso il conte e accetta entusiasta. |                  |                                                             |
| 4  | Il segreto di mia madre 「母の秘密」 - Haha no Himitsu | 26 ottobre 2004  | 15 luglio 2010                                              |
| 4  | Montecristo viene invitato a cena dalla famiglia Morserf, alla presenza di suo padre il generale De Morcerf e di sua madre Mercedes. Albert scopre che Peppo è stata assunta come cameriera dai suoi genitori e durante un dialogo con lei comincia a dubitare della fedeltà di sua madre. |                  |                                                             |
| 5  | Sei innamorato della tua fidanzata? 「あなたは婚約者を愛していますか」 - Anata wa Konyakusha o Aishiteimasu ka | 2 novembre 2004  | 22 luglio 2010                                              |
| 5  | Albert, Franz, Maximilien Morrel e Robert Beauchamp si recano in visita al conte nella sua nuova residenza appena acquistata. Rimangono sbalorditi dal fasto e dall'opulenza che traspare dalla dimora del conte. Durante la visita della casa Albert e Maximilien hanno un diverbio su questioni sentimentali, il Conte suggerisce loro di risolvere la questione con un duello. I due giovani si sfidano vicino ad una piscina abitata da squali. Maximilien ha la meglio e Albert cade nel lago, Montecristo si tuffa e riesce a salvarlo. |                  |                                                             |
| 6  | La sua malinconia, la mia malinconia 「彼女の憂鬱、僕の憂鬱」 - Kanojo no Yūutsu, Boku no Yūutsu | 9 novembre 2004  | 22 luglio 2010                                              |
| 6  | In seguito al litigio con Maximilien, Albert dubita dei suoi sentimenti verso la sua fidanzata Eugénie de Danglars, la ragazza inoltre ha dei problemi con suo padre. Il Barone Danglars è infatti un banchiere interessato solo al denaro e non si occupa minimamente della sua famiglia. Il Conte di Montecristo si reca da Danglars per aprire un conto presso la sua banca, deposita una forte somma e grazie ai suoi rapporti di affari con i soci del barone riesce ad ottenere credito illimitato. |                  |                                                             |
| 7  | Il giardino dei segreti 「秘蜜の花園」 - Himitsu no Hanazono | 16 novembre 2004 | 29 luglio 2010                                              |
| 7  | Il Conte va all'opera e porta Haydée con sé, ma la ragazza sviene alla vista del generale de Morcerf. Maximilien chiede consiglio ad Albert su quali siano le mosse giuste per conquistare il cuore della sua amata Valentine. Nel frattempo la signora Danglars, Héloïse de Villefort, e il figlio Edouard vengono salvati dai servitori del Conte dopo che i cavalli della loro carrozza si sono imbizzarriti. |                  |                                                             |
| 8  | Notte a Boulogne 「ブローニュの夜」 - Burōnyu no Yoru | 23 novembre 2004 | 29 luglio 2010                                              |
| 8  | Montecristo acquista una tenuta a Boulogne e invita i Danglars, i Morcerf e i Villefort alla festa di inaugurazione. Durante il ricevimento presenta loro il marchese italiano Andrea Cavalcanti. Montecristo afferma di percepire una forte sensazione negativa quando si trova in una stanza della casa, e invita gli ospiti a partecipare ad un gioco: dividendosi in squadre dovranno raggiungere proprio quella stanza. |                  |                                                             |
| 9  | Ho fatto un sogno del colore delle tenebre 「闇色の夢を見た」 - Yami Iro no Yume o Mita | 30 novembre 2004 | 5 agosto 2010                                               |
| 9  | Il gruppo di Villefort raggiunge la stanza, il conte si manifesta a loro portando con sé un piccolo scrigno, alla vista del quale la signora Danglars si sente male. Villefort dimostra di avere una strana familiarità con la casa (che si scoprirà essere stata in passato di sua proprietà) e di non sopportare le affermazioni di Montecristo. Maximilien parla a Valentine dei suoi sentimenti nei suoi confronti. Nel frattempo Albert beve dell'acqua da una caraffa e si sente male. Montecristo lo salva con un antidoto, afferma che quell'acqua era destinata ai Villefort, vittime designate dell'ignoto avvelenatore. |                  |                                                             |
| 10 | Una lettera da Edmond 「エドモンからの手紙」 - Edomon kara no Tegami | 7 dicembre 2004  | 5 agosto 2010                                               |
| 10 | Valentine avvelenata e rischia la vita. Villefort riesce a tenere celata ai più la notizia. Poco tempo dopo Danglars, Morcerf e Villefort ricevono un invito al funerale di Edmond Dantes. |                  |                                                             |
| 11 | Il fidanzamento è rotto 「婚約、破談」 - Konyaku, Hadan | 14 dicembre 2004 | 12 agosto 2010                                              |
| 11 | Maximilien, Franz e Raoul de Château-Renaud rapiscono Valentine per salvarla dai tentativi di avvelenamento, Maximilien la porta nella sua casa di Marsiglia. Franz sospetta un coinvolgimento di Montecristo nell'avvelenamento, ma Albert difende l'ambiguo personaggio a spada tratta. Villefort scopre che sua moglie Héloïse è la vera colpevole. Nel frattempo Danglars scioglie il fidanzamento di Eugenie con Albert. |                  |                                                             |
| 12 | Encore 「アンコール」 - Ankōru | 4 gennaio 2005   | 12 agosto 2010                                              |
| 12 | Cavalcanti cerca di conquistare Eugenie con la collaborazione del padre della ragazza. Villefort ha paura che Montecristo scopra un segreto del suo passato che minerebbe la sua reputazione, cerca di mettere a tacere il Conte accusandolo di avvelenamento e arrestandolo. |                  |                                                             |
| 13 | Haydée 「エデ」 - Ede | 11 gennaio 2005  | 19 agosto 2010                                              |
| 13 | I piani di Villefort per arrestare Montecristo gli si ritorcono contro. Nel frattempo Danglars sospende gli aiuti finanziari a Morcerf per la sua campagna per le elezioni presidenziali a causa di alcune voci che circolano. Franz, accompagnato da un amico di nome Lucien entra nel Ministero degli Interni per consultare il database e scoprire qualcosa su Montecristo. Albert incontra Haydée che gli racconta della morte del padre per un tradimento, del suicidio della madre, della sua riduzione in schiavitù fino a quando il Conte di Montecristo l'aveva comprata rendendola di nuovo libera. |                  |                                                             |
| 14 | Anima errante 「さまよう心」 - Samayou Kokoro | 18 gennaio 2005  | 19 agosto 2010                                              |
| 14 | Villefort tenta di assassinare Montecristo ma viene fermato e arrestato. Cavalcanti convince Danglars ad annunciare il fidanzamento con la figlia Eugénie, Albert che sta scoprendo i veri sentimenti che prova per la ragazza, rimane sconvolto dalla notizia. |                  |                                                             |
| 15 | La fine della gioia, l'inizio della verità 「幸せの終わり、真実の始まり」 - Shiawase no Owari, Shinjitsu no Hajimari | 25 gennaio 2005  | 26 agosto 2010                                              |
| 15 | Albert accetta di accompagnare Montecristo in un viaggio per lo spazio. Franz continua ad indagare sul conte, e scopre dell'esistenza del Castello d'If. Haydée testimonia contro Morcerf davanti all'Assemblea nazionale, raccontando i crimini di cui il candidato alla presidenza si è macchiato a Janina. |                  |                                                             |
| 16 | Scandalo 「スキャンダル」 - Sukyandaru | 1º febbraio 2005 | 26 agosto 2010                                              |
| 16 | Albert, tornato dal viaggio nello spazio, apprende dello scandalo che ha travolto suo padre e ritiene il giornalista Beauchamp colpevole dell'infamia che ora copre il suo nome. In seguito apprenderà alcune informazioni importanti da sua madre. |                  |                                                             |
| 17 | Confessione 「告白」 - Kokuhaku | 8 febbraio 2005  | 2 settembre 2010                                            |
| 17 | Albert apprende dal Conte che tutto ciò che è successo negli ultimi mesi, compreso lo scandalo su suo padre, è frutto di una sua macchinazione e pertanto decide di sfidarlo a duello. Albert incontra Franz appena tornato da Parigi e passa un po' di tempo con lui, nel frattempo Mercedes riconosce nel conte Edmond Dantes e va da lui. |                  |                                                             |
| 18 | Duello 「決闘」 - Kettō | 15 febbraio 2005 | 2 settembre 2010                                            |
| 18 | Albert viene narcotizzato da Franz che lo sostituisce nel duello. Franz durante il duello viene colpito mortalmente e Albert fa appena in tempo a sentire le ultime parole dell'amico che si spegne tra le sue braccia. |                  |                                                             |
| 19 | Se non fossi ciò che sono 「たとえ、僕が僕でなくなったとしても」 - Tatoe, Boku ga Boku de Naku Natta to Shite mo | 22 febbraio 2005 | 9 settembre 2010                                            |
| 19 | Albert scopre con disappunto che la morte di Franz è stata causata (seppure indirettamente) dagli intrighi dei suoi genitori, decide di lasciare la famiglia e allontanarsi da casa rinunciando anche al suo titolo nobiliare. Nel frattempo Danglars vede sempre più vicina la bancarotta, inconsapevole che è il Conte con le sue operazioni a causare questa situazione, per rimediare cerca disperatamente di far sposare la figlia al ricco e nobile Cavalcanti. |                  |                                                             |
| 20 | Addio Eugenie 「さよなら、ユージェニー」 - Sayonara, Yūjenī | 1º marzo 2005    | 9 settembre 2010                                            |
| 20 | Albert e Peppo riescono ad interrompere il matrimonio di Eugenie con Cavalcanti e lo fanno arrestare dalla polizia per truffa. Danglars capisce che Cavalcanti è un truffatore e si rende conto di non avere più possibilità di salvarsi dal disastro finanziario. Eugenie parte per New York per continuare gli studi di pianoforte. |                  |                                                             |
| 21 | La vera identità del nobiluomo 「貴公子の正体」 - Kikōshi no Shōtai | 8 marzo 2005     | 16 settembre 2010                                           |
| 21 | Danglars cerca di sfuggire ai creditori portando con se' tutto il denaro che gli rimane. Sulla sua nave spaziale appare Montecristo che gli domanda una ingente somma di denaro, credito di cui può favorire grazie ad una clausola del contratto che li lega. Danglars cerca di uccidere Montecristo ma il Conte compie la sua vendetta lasciando il Barone alla deriva nello spazio in quella nave piena d'oro. Cavalcanti rivela la sua identità di truffatore al processo contro Villefort, egli afferma di chiamarsi in realtà Benedetto, il figlio illegittimo di Villefort e della signora Danglars, che dopo averlo generato lo seppellirono vivo in uno scrigno nel giardino. Benedetto fa credere di volersi riconciliare con suo padre, ma quando Villefort si avvicina al figlio, quest'ultimo lo pugnala alla schiena. |                  |                                                             |
| 22 | Contrattacco 「逆襲」 - Gyakushū | 15 marzo 2005    | 16 settembre 2010                                           |
| 22 | Villefort costretto in un letto d'ospedale incontra il Conte. Montecristo gli rivela che quel pugnale era avvelenato, ormai la sua vita è segnata. L'ultimo dei cospiratori, Morcerf, grazie ad un colpo di stato militare instaura la legge marziale in città e la fa passare al setaccio dalle sue truppe. Montecristo racconta tutta la sua storia ad Albert. Il ragazzo va da suo padre che spara a lui e a Mercedes, per poi andare da Montecristo per sfidarlo a duello. |                  |                                                             |
| 23 | Edmond Dantes 「エドモン・ダンテス」 - Edomon Dantesu | 22 marzo 2005    | 23 settembre 2010                                           |
| 23 | Mercedes e Albert sopravvivono salvati da Baptistin e Bertuccio. Raggiunto il luogo dello scontro tra Montecristo e Morcerf, Albert viene preso in ostaggio da Bertuccio. In seguito ad un drammatico scambio di spari Baptistin protegge con il proprio corpo Albert, ferendosi gravemente. Montecristo si libera del demone che lo possiede ma paga con la vita. Il castello del conte crolla, Morcerf rifiuta di scappare e si toglie la vita mentre Haydée, Albert, Bertuccio e Baptistin riescono a mettersi in salvo. |                  |                                                             |
| 24 | Sulla spiaggia 「渚にて」 - Nagisa Nite | 29 marzo 2005    | 23 settembre 2010                                           |
| 24 | Sono passati cinque anni e un trattato di pace ha posto fine alla lunga guerra tra la Terra e l'Impero. Maximilien torna a casa a Marsiglia dove c'è Valentine ad aspettarlo. Haydée servita e protetta dai fedeli Bertuccio e Baptistin sta per essere incoronata regina di Janina. Benedetto e Caderousse sono ricercati. Mercedes si reca a far visita alle tombe di Edmond e Fernand. Albert torna a Parigi per la prima volta dopo tutti quegli anni per vendere i beni di famiglia e visitare la tomba di Franz. Mentre è assorto tra i suoi pensieri vicino alla tomba dell'amico, sente qualcuno suonare al pianoforte una melodia a lui ben nota: è Eugenie, tornata appositamente da New York per suonare per l'amico morto. Albert corre verso di lei.                                                                   |                  |                                                             |